# Bernardo de la Torre
Pour les articles homonymes, voir La Torre.
Bernardo de la Torre est un conquistador espagnol du XVIe siècle.

## Biographie
Bernardo de la Torre navigue sous les instructions de Ruy López de Villalobos qui l'envoie en août 1543 à bord du San Juan de Letran pour tenter de trouver une route de retour vers la côte ouest du Mexique actuel à partir des Philippines.
Il s'agit de la quatrième tentative infructueuse de ce type pour trouver la route qui sera connue grâce au galion de Manille qui l'établit en 1565. De la Torre atteint 30° N mais ensuite, comme ses prédécesseurs, est repoussé par les tempêtes.
Au cours de son voyage, De la Torre aperçoit pour la première fois des îlots de l'actuel Okinotorishima qu'il nomme Parece Vela et, peut-être, l'île Marcus, le long de certaines des îles Bonin qu'il appelle Islas del Arzobispo, comprenant Chichi-jima (qu'il nomme Farfama) et le sous-archipel des Volcano Islands (qu'il appelle Los Volcanes) qui comprend l'île d'Iwo Jima.
Ses explorations, entre autres, ont été mentionnées dans la chronique de Juan Gaetano lors de sa propre exploration, intitulée Viaje a las Islas de Poniente (1546).
Selon certaines sources, Bernardo de la Torre est le navigateur qui a changé le nom de ce qu'on appelait autrefois Islas de Poniente en Felipinas ou Philippines, pour honorer alors le prince des Asturies et roi Philippe II d'Espagne. D'autres sources attribuent ce fait à Villalobos.
De la Torre a été le premier Européen à faire le tour de Mindanao et, en général, a beaucoup ajouté à la connaissance européenne des Islas de Poniente.